# Micheline Presle
Micheline Presle   (5è districte de París, 22 d'agost de 1922 - Nogent-sur-Marne, 21 de febrer de 2024) fou una actriu francesa amb una carrera al cinema de més de 60 anys. Va actuar en pel·lícules tant al seu país com en als Estats Units.

## Carrera
Va prendre classes d'actuació en la seva adolescència i va fer el seu debut cinematogràfic a l'edat de quinze anys en la producció de 1937 de La Fessée. El 1938 va rebre el Premi Suzanne Bianchetti com l'actriu jove més prometedora del cinema francès. El seu ascens a la fama europea, en pel·lícules com Devil in the Flesh, va conduir al fet que rebés algunes ofertes de Hollywood i el 1950 va ser signada per la companyia 20th Century Fox. Usant el cognom més fàcil de pronunciar de "Prelle", la seva primera producció de Hollywood va ser un paper protagonista al costat de John Garfield en la pel·lícula Under My Skin dirigida per Jean Negulesco. Aquest mateix any, el director Fritz Lang la va escollit al costat de Tyrone Power per al drama bèl·lic Guerrillers a les Filipines. El 1950 es va convertir en la segona esposa de l'actor estatunidenc William Marshall, amb qui va tenir una filla, Tonie. William Marshall s'havia associat amb l'actor Errol Flynn i la seva companyia de producció i el 1951 la va dirigir a ella i a Flynn en la pel·lícula Adventures of Captain Fabian.
El matrimoni de Presle no va durar i ella va tornar a França, divorciant-se de Marshall el 1954. La seva carrera va florir en les pel·lícules franceses i el 1957 va ser convidada al programa d'Ed Sullivan. El 1959 va actuar al Regne Unit en la producció en anglès de Blind Date dirigida per Joseph Losey. Va tornar a Hollywood el 1962 per a interpretar a la mare de Sandra Dee en la pel·lícula d'Universal Studios If a Man Answers, que també va comptar amb el marit de Dee, el cantant Bobby Darin. A l'any següent, Presle va tornar a actuar en anglès a The Prize, protagonitzada per Paul Newman. No va realitzar més pel·lícules en anglès, però després d'actuar en més de cinquanta pel·lícules en francès, el 1989 va aparèixer en la producció bilingüe francesa I Want to Go Home, per la qual va ser nominada per al Premi César a la Millor Actriu en un paper secundari.
El 1971 Presle va signar el Manifest de les 343 declarant públicament que havia tingut un avortament il·legal.

## Filmografia seleccionada
- Jeunes filles en détresse (1939)
- Elles étaient douze femmes (1940)
- Paradise perdu (1940)
- La Comédie du bonheur (1940)
- Ecco la felicità (1940)
- Parade en 7 nuits (1941)
- Histoire de rire (1941)
- La Nuit fantastique (1942)
- La Belle Aventure (1942)
- Le soleil a toujours raison (1943)
- Un seul amour (1943)
- Falbalas (1945)
- Félicie Nanteuil (1945)
- Fausse alerte (1945)
- Boule de suif (1945)
- Les jeux sont faits (1947)
- Le diable au corps (1947)
- Tous les chemins mènent à Rome (1949)
- Les Derniers Jours de Pompéi (1950)
- Under My Skin (1950)
- American Guerrilla in the Philippines (1950)
- Adventures of Captain Fabian (1951)
- La Dame aux camélias (1953)
- Villa Borghese (1953)
- L'amour d'une femme (1953)
- Les Impures (1954)
- Casa Ricordi (1954)
- Napoléon (1955)
- Treize à table (1955)
- Beatrice Cenci (1956)
- La mariée est trop belle (1956)
- Christine (1958)
- Blind Date (1959)
- Une fille pour l'été (1960)
- Die Herrin der Welt (1960)
- Les Grandes Personnes (1961)
- L'Amant de Cinq Jours (1961)
- L'assassino (1961)
- I briganti italiani (1961)
- El diable i els Deu Manaments (Le Diable et les Dix Commandements) (1962)
- If a Man Answers (1962)
- Venere Imperiale (1962)
- Combat! Just For the Record  (1962)
- El premi (The Prize) (1963)
- Dark Purpose (1964)
- La chasse à l'homme (1964)
- Je vous salue, mafia! (1965)
- Le Roi de Cœur (1966)
- Peau d'Âne (1970)
- Les Pétroleuses (1971)
- Il diavolo nel cervello (1972)
- Clochemerle (1972)
- Les voleurs de la nuit (1984)
- Fanfan (1993)
- Les Misérables (1995)
- Le coeur à l'ouvrage (2000)
- Chouchou (2003)
- Vous êtes de la police ? (2007)
- Musée haut, musée bas (2008)
- Un homme et son chien (2009)
- Plein sud (2009)
- Thelma, Louise et Chantal (2010)
- Hitler in Hollywood (2011)